# Кулішова Анна Анатоліївна
Анна Анатоліївна Кулішова (нар. 31 травня 1963, Кам'янець-Подільський) — українська реставраторка, завідувачка відділу реставрації та реабілітації пам'яток архітектури Національного історико-архітектурного заповідника «Кам'янець».

## Діяльність
З 1990 року працює у Національному історико-архітектурному заповіднику «Кам'янець». Свою діяльність в закладі розпочала на посаді старшого техніка у відділі реставрації пам’яток, з 2006 року — на посаді провідного інженера даного відділу, у 2013 році очолила відділ реставрації та реабілітації пам’яток архітектури. Під її безпосереднім наглядом проведено роботи з реставрації пам’яток архітектури національного значення: Замковий міст, Руська брама з баштами і укріпленнями, Фортеця, Міські оборонні мури на вул. Замковій та Старопоштовому узвозі, Будинок руського магістрату, Будинок Єзуїтського колегіуму, Гончарська башта.
Брала участь у розробці ряду програм та інвестиційних пропозицій, зокрема у «Перспективній програмі розвитку НІАЗ «Кам'янець», «Перспективній програмі збереження та раціонального використання природно-рекреаційних ресурсів Смотрицького каньйону в межах міста Кам'янця-Подільського на 2013-2025 роки», «Програмі регенерації пам'ятки архітектури Руської брами» та інших.
У 2015 році нагороджена Почесною грамотою Міністерства культури України.

## Наукові дослідження
Проводить дослідження фортифікації Кам'янця-Подільського та особливостей реставрації об'єктів культурної спадщини Хмельницької області. Опублікувала понад 20 наукових статей та розділ в монографії, зокрема: «Історія розвитку Вірменського бастіону», «Еволюція Замкового мосту Кам'янця-Подільського в ХІХ ст.», «Оборонні укріплення XVII-XVIII ст. Південного двору Старої фортеці в Кам'янці-Подільському», «Технічний стан фортеці в Кам'янці-Подільському на початку ХХІ ст.», «Новопланівський міст в Кам'янці-Подільському: руйнування, відновлення, рекомендації по експлуатації», «Башта на броді в системі оборонних укріплень Кам’янця-Подільського», «Дослідження Гончарської башти в Кам'янці-Подільському» розділ в монографії «Подомініканський костел св. Миколая в Кам'янці-Подільському» та інші.